# É Simples Assim
É Simples Assim é o décimo primeiro álbum ao vivo da dupla sertaneja brasileira Jorge & Mateus, lançado em 28 de julho de 2022, pela Som Livre. O álbum foi gravado em fevereiro de 2022, na casa de shows Villa JK, em São Paulo, onde, pela segunda vez, a dupla investiu em regravações de grandes sucessos da música sertaneja, algumas até de outros estilos da música brasileira. Foi o último trabalho da dupla com o produtor Neto Schaefer.

## Gravação e lançamento

### Seleção de músicas
Em 2006, a dupla lançava o álbum de estreia Ao Vivo em Goiânia, consistindo em regravações de clássicos sertanejos, contando também com músicas inéditas, de composições do próprio Jorge, que se tornariam os maiores sucessos da dupla, como De Tanto Te Querer, Querendo Te Amar e Fogueira. À época, eram produzidos por Pinocchio e faziam parte da Universal Music.

Esse álbum, sendo o último a ser produzido por Neto Schaefer e lançado pela Som Livre, da qual faziam parte desde 2011, tem o mesmo intuito de regravar músicas antigas de grande sucesso no Brasil, principalmente do sertanejo, em versão acústica. O álbum conta com 19 faixas, sendo 16 regravações e 3 inéditas, sendo essas Todo Seu, 5 Regras e Canto a Pedra.
Jorge: “As pessoas terão um momento nostálgico quando escutarem essa seleção, ecolhemos um repertório em uma infinitude de músicas e cada um de nós dois tivemos nossas preferências sobre o que seria gravado.”
Mateus: “Um repertório variado, estilos e músicas diferentes. Um álbum acústico e minimalista. Músicas que escutamos desde a década de 90, quando iniciamos nosso gosto musical.”
“É como se estivéssemos mergulhando no passado fazendo a nossa reinterpretação de músicas que gostamos de ouvir”, completa Jorge.

### Lançamento
No dia 5 de maio de 2022, foi lançado o primeiro single do álbum, intitulado Todo Seu.

Depoimento da dupla à coluna Metrópoles, do Leo Dias:
“Todo Seu é uma declaração de amor em forma de música. Romântica, ritmo envolvente, tem um embalo que é a nossa cara.”
O álbum completo foi lançado em todas as plataformas digitais no dia 28 de julho de 2022.

## Lista de faixas
As músicas inéditas estão marcadas em negrito.
| N.º            | Título                                                             | Compositor(es)                                                                          | Artista original                   | Duração |  |
| 1.             | "Todo Seu"                                                         | Diego de Souza / Tiago Marcelo / Kel Bertin / Léo Souzza                                |                                    | 2:51    |  |
| 2.             | "Então Valeu"                                                      | Fred Liel / Gustavo / Marco Aurélio / Valéria Costa                                     | Fred & Gustavo                     | 3:09    |  |
| 3.             | "Cobertor / Ainda Bem"                                             | Chrystian Lima Marisa Monte / Arnaldo Antunes                                           | Ara Ketu Marisa Monte              | 4:30    |  |
| 4.             | "5 Regras"                                                         | Rodrigo Melim / Diogo Melim / Vitor Tritom                                              |                                    | 2:41    |  |
| 5.             | "Penumbra"                                                         | Chrystian                                                                               | Chrystian & Ralf                   | 3:41    |  |
| 6.             | "Água de Oceano / Onde Nasce o Sol"                                | Victor Chaves Matheus Aleixo / Dudu Borges                                              | Victor & Leo Bruninho & Davi       | 3:30    |  |
| 7.             | "Você Vai Sentir Saudade"                                          | Alvaro Socci / Claudio Matta                                                            | Cleiton & Camargo                  | 3:22    |  |
| 8.             | "Anjo de Amor / Dois"                                              | Coti Sorokini / Pablo Duchovny; versão: Felipe / Bruno Michael Sullivan / Paulo Ricardo | Bruno & Marrone Paulo Ricardo      | 3:26    |  |
| 9.             | "Canto a Pedra"                                                    | Isabella Resende / Rafaela Miranda / Kito                                               |                                    | 2:56    |  |
| 10.            | "Frente A Frente / Desejo de Amar"                                 | Royce do Cavaco Gabu / Marinheiro                                                       | Royce do Cavaco Eliana de Lima     | 3:42    |  |
| 11.            | "Só Você e Eu"                                                     | Vanessa da Mata                                                                         | Vanessa da Mata                    | 3:18    |  |
| 12.            | "O Que É Que Eu Faço / Pior É Te Perder / Tá Escrito Em Meu Olhar" | Alvaro Socci / Claudio Matta Alvaro Socci / Claudio Matta Piska / Cesar Augusto         | todas de Zezé Di Camargo & Luciano | 5:04    |  |
| 13.            | "Hábito"                                                           | Carlos Randall / Danimar                                                                | Guilherme & Santiago               | 3:20    |  |
| 14.            | "Diz Pra Ela / A Solidão É Uma Ressaca"                            | Augusto Cesar / Paulo Sérgio Valle Bruno / Rafael Dias                                  | Chrystian & Ralf Bruno & Marrone   | 3:21    |  |
| 15.            | "A Mais Louca Paixão"                                              | Carlos Randall / Danimar / Tivas                                                        | Zezé Di Camargo & Luciano          | 3:24    |  |
| 16.            | "Quem É / Hello"                                                   | José Fernandes Francisco Roque / Carlos Colla                                           | Leandro & Leonardo Robby Rosa      | 3:20    |  |
| 17.            | "Faz Assim"                                                        | Bruno Miguel / Márcio Greyck                                                            | Sorriso Maroto                     | 3:07    |  |
| 18.            | "I Don't Wanna Dance / Colo de Menina / Rindo À Toa"               | Eddy Grant Jorge Filho Tato                                                             | Eddy Grant Rastapé Falamansa       | 5:51    |  |
| 19.            | "Eu E Você Sempre"                                                 | Jorge Aragão / Flávio Cardoso                                                           | Jorge Aragão                       | 3:39    |  |
| Duração total: | Duração total:                                                     | Duração total:                                                                          | Duração total:                     | 1:08:37 |  |

## Ficha Técnica
Produção Executiva / Geral: Wendell Vieira / Heitor Oliveira 
A&R: Wendell Vieira 
Produção Musical: Neto Schaefer
Direção de vídeo: Flaney Gonzallez
Produção Artista: Willian Clemente / Leonardo Barcelos / Dyego Lopes

### Músicos
Bateria: Diego Vicente
Baixo: Jasiel Xavier
Sanfona: Eleandro Rocha
Violões: Mateus / Neto Schaefer / Luiz Alves
Teclado: Maicon Vicenti
Percussão: Ale Di Vieira
Arranjos: Neto Schaefer
Mixagem/Masterização: Rafael Vargas

## Recepção

### Certificações
| País (Provedor) | Certificação | Vendas certificadas |
| --------------- | ------------ | ------------------- |
| Brasil (PMB)    | Platina      | +80 000             |

### Prêmios e indicações
| Ano  | Premiação     | Categoria                        | Resultado | Ref.  |
| ---- | ------------- | -------------------------------- | --------- | ----- |
| 2023 | Grammy Latino | Melhor Álbum de Música Sertaneja | Indicado  | [ 7 ] |